# Dyskoblastula
Dyskoblastula – rodzaj blastuli powstałej w wyniku bruzdkowania częściowego tarczkowego. Dyskoblastula ma postać spłaszczonego dysku z niewielkim, szczelinowatym blastocelem rozdzielającym zarodek na 2 warstwy: leżący powierzchniowo epiblast i stykający się częściowo z powierzchnią żółtka hipoblast. Pomiędzy hipoblastem a żółtkiem
znajduje się znacznie większa od blastocelu jama podzarodkowa.

## Literatura
- Encyklopedia biologia ISBN 978-83-7327-756-4 Wyd. "Greg"